# オスマン帝国領トリポリタニア

トリポリタニア・エヤレト
（1551年 - 1864年）
トリポリタニア・ヴィライェト
（1864年 - 1912年）
ایالت طرابلس غرب (オスマン語)
ولايت طرابلس غرب (オスマン語)

トリポリタニア・エヤレトの位置（1795年）

オスマン帝国領トリポリタニア（オスマンていこくりょうトリポリタニア）またはトリポリ摂政領は、1551年にオスマン帝国がトリポリを征服してから、1912年のローザンヌ講和条約によりイタリア領となるまでの現在のリビア、トリポリタニアとキレナイカに相当する地域である。
オスマン帝国において、トリポリタニアはパシャ（総督）によって統治されるエヤレト（州）として設立されたが、実際にはイェニチェリの力によって半自治的な地域となっていた。また、1711年から1835年まではカラマンリー朝が事実上支配していた。しかし、1835年にはオスマン帝国が1912年の伊土戦争まで再び支配した。

## 歴史

### オスマン帝国による征服
16世紀初頭までリビア沿岸はハフス朝などの小規模の勢力が支配していたが、レコンキスタを完遂したスペインが北アフリカへと侵攻を開始し、1510年にトリポリを占領した。しかし、1522年に聖ヨハネ騎士団がロドス包囲戦で敗北しロドス島を失陥したことを受け、神聖ローマ皇帝カール5世から聖ヨハネ騎士団にマルタ、ゴゾと共にトリポリが与えられた。この聖ヨハネ騎士団による支配は1551年にオスマン帝国海軍のスィナン・パシャ提督とトゥルグト・レイス提督によって包囲・占領されるまで続いた。オスマン帝国によりトリポリが占領された後、トゥルグトはベイ（後のパシャ）に就いた1556年から約10年間でミスラタやズワーラ、ガリヤン、ガフサといった都市を服従させた。

### カラマンリー朝の統治
18世紀に入ると、北アフリカでのオスマン帝国の支配は衰退し、オスマン帝国のスルタンはトリポリ、アルジェ、チュニスにパシャを派遣することを廃止し、パシャの称号は世襲制となった。
1711年、オスマン帝国の騎兵将校であるアフマド・カラマンリーが自立したことでカラマンリー朝が成立した。カラマンリー朝はバルバリア海賊が取り立てる通行料を貴重な財源としていたが、通行料を支払わないアメリカ合衆国と対立し、1801年に第一次バーバリ戦争が勃発した。この戦争は1805年まで長引いたが、ダーネの戦いにおいて敗北したカラマンリー朝はトリポリの壊滅を避ける為に、アメリカ合衆国の要求である「アメリカ合衆国の船舶に対して通行料を課すことなく安全な航海を保証する」という条件を受諾し、講和条約を締結した。
ナポレオン戦争後の1815年には第二次バーバリ戦争（アルジェリア戦争）が勃発し、アメリカ合衆国はカラマンリー朝を含むバルバリア諸国（アルジェ、チュニス、トリポリタニア）による海賊行為と通行料の支払いを止めさせることに成功した。
1817年にはトリポリのパシャであるユスフ・カラマンリーはパシャの支配に対して反乱を起こしたリビア人部族の指導者を自分の城に招いた後、出席者を全員処刑し、他の部族に対しても虐殺を行い、1万人以上が殺害された。

### オスマン帝国の権威回復
1830年にアルジェがフランスによって植民地化され、それに危機感を覚えたメフメト2世は、1835年にトリポリタニアでの騒乱に乗じてトリポリタニアの統治を再び宣言した。しかし、オスマン帝国の権力が衰退した結果として1805年にエジプトが事実上の独立状態（ムハンマド・アリー朝の支配下）となったため、海岸や砂漠は無政府状態に陥った。
タンジマート期の1865年の行政改革によってトリポリタニアはエヤレトからヴィライェトに再編され、1867年にトリポリタニア・ヴィライェトに正式に再編された。

### 伊土戦争
伊土戦争は1911年から1912年にかけて行われたオスマン帝国とイタリア王国の戦争である。
この戦争の結果、オスマン帝国はトリポリタニア、フェザーン、キレナイカをイタリアに割譲し、この三地域を合わせてリビアと呼ぶようになった。